# Olympische Sommerspiele 2016/Teilnehmer (Armenien)
| Gelbes Symbol für Goldmedaillen mit stilisierten Olympischen Ringen | Graues Symbol für Silbermedaillen mit stilisierten Olympischen Ringen | Braundes Symbol für Bronzemedaillen mit stilisierten Olympischen Ringen |
| ------------------------------------------------------------------- | --------------------------------------------------------------------- | ----------------------------------------------------------------------- |
| 1                                                                   | 3                                                                     | —                                                                       |

Armenien nahm an den Olympischen Spielen 2016 in Rio de Janeiro teil. Es war die insgesamt sechste Teilnahme an Olympischen Sommerspielen. Das Nationale Olympische Komitee Armeniens nominierte 32 Athleten in acht Sportarten.

## Medaillen

### Medaillenspiegel
| Medaillenspiegel Armenien |              |                              |                           |                           |        |
| Platz                     | Sportart     | Goldmedaille – Olympiasieger | Silbermedaille – 2. Platz | Bronzemedaille – 3. Platz | Gesamt |
| 1                         | Ringen       | 1                            | 1                         | –                         | 2      |
| 2                         | Gewichtheben | –                            | 2                         | –                         | 2      |
| Total                     | Total        | 1                            | 3                         | -                         | 4      |

### Medaillengewinner

#### Gold
| Name             | Sportart | Wettkampf                    |
| ---------------- | -------- | ---------------------------- |
| Artur Aleksanjan | Ringen   | Griechisch-Römisch bis 98 kg |

#### Silber
| Name               | Sportart     | Wettkampf                    |
| ------------------ | ------------ | ---------------------------- |
| Simon Martirosjan  | Gewichtheben | Klasse bis 105 kg            |
| Gor Minasjan       | Gewichtheben | Klasse über 105 kg           |
| Mihran Harutjunjan | Ringen       | Griechisch-Römisch bis 66 kg |

## Teilnehmer nach Sportarten

### Boxen
| Athleten            | Wettbewerb                   | 1. Runde          | 1. Runde | Achtelfinale    | Achtelfinale  | Viertelfinale | Viertelfinale | Halbfinale    | Halbfinale    | Finale        | Finale        | Rang |
| Athleten            | Wettbewerb                   | Gegner            | Ergebnis | Gegner          | Ergebnis      | Gegner        | Ergebnis      | Gegner        | Ergebnis      | Gegner        | Ergebnis      | Rang |
| ------------------- | ---------------------------- | ----------------- | -------- | --------------- | ------------- | ------------- | ------------- | ------------- | ------------- | ------------- | ------------- | ---- |
| Männer              |                              |                   |          |                 |               |               |               |               |               |               |               |      |
| Artur Howhannisjan  | Halbfliegengewicht bis 49 kg | Samuel Carmona    | 0:3      | ausgeschieden   | ausgeschieden | ausgeschieden | ausgeschieden | ausgeschieden | ausgeschieden | ausgeschieden | ausgeschieden | 17   |
| Narek Abgarjan      | Fliegengewicht bis 52 kg     | Ronald Serugo     | 2:1      | Hu Jianguan     | 0:3           | ausgeschieden | ausgeschieden | ausgeschieden | ausgeschieden | ausgeschieden | ausgeschieden | 9    |
| Aram Awagjan        | Bantamgewicht bis 56 kg      | Arashi Morisaka   | 2:1      | Michael Conlan  | 0:3           | ausgeschieden | ausgeschieden | ausgeschieden | ausgeschieden | ausgeschieden | ausgeschieden | 9    |
| Howhannes Batschkow | Halbweltergewicht bis 64 kg  | Luis Martin Arcón | 2:1      | Hu Qianxun      | 1:2           | ausgeschieden | ausgeschieden | ausgeschieden | ausgeschieden | ausgeschieden | ausgeschieden | 9    |
| Wladimir Margarjan  | Weltergewicht bis 69 kg      | Winston Hill      | 3:0      | Roniel Iglesias | techn. Ko.    | ausgeschieden | ausgeschieden | ausgeschieden | ausgeschieden | ausgeschieden | ausgeschieden | 9    |

### Gewichtheben
| Athleten            | Wettbewerb         | Reißen  | Reißen | Stoßen  | Stoßen | Zweikampf     | Zweikampf     | Rang          |
| Athleten            | Wettbewerb         | Gewicht | Rang   | Gewicht | Rang   | Gewicht       | Rang          | Rang          |
| ------------------- | ------------------ | ------- | ------ | ------- | ------ | ------------- | ------------- | ------------- |
| Frauen              |                    |         |        |         |        |               |               |               |
| Nasik Awdaljan      | Klasse bis 69 kg   | 107 kg  | 5      | 135 kg  | 5      | 242 kg        | 5             | 5             |
| Sona Poghosjan      | Klasse bis 75 kg   | 97 kg   | 11     | 126 kg  | 9      | 223 kg        | 10            | 10            |
| Männer              |                    |         |        |         |        |               |               |               |
| Andranik Karapetjan | Klasse bis 77 kg   | 174 kg  | 2      | DNF     | DNF    | ausgeschieden | ausgeschieden | ausgeschieden |
| Arakel Mirsojan     | Klasse bis 85 kg   | 158 kg  | 10     | DNF     | DNF    | ausgeschieden | ausgeschieden | ausgeschieden |
| Simon Martirosjan   | Klasse bis 105 kg  | 190 kg  | 4      | 227 kg  | 2      | 417 kg        | 2             |               |
| Ruben Aleksanjan    | Klasse über 105 kg | 195 kg  | 4      | 245 kg  | 2      | 440 kg        | 4             | 4             |
| Gor Minasjan        | Klasse über 105 kg | 210 kg  | 2      | 241 kg  | 4      | 451 kg        | 2             |               |

### Judo
| Athleten          | Wettbewerb | 1. Runde        | 1. Runde    | 2. Runde        | 2. Runde    | Viertelfinale | Viertelfinale | Halbfinale / Trostrunde | Halbfinale / Trostrunde | Finale / Platz 3 | Finale / Platz 3 | Rang |
| Athleten          | Wettbewerb | Gegner          | Ergebnis    | Gegner          | Ergebnis    | Gegner        | Ergebnis      | Gegner                  | Ergebnis                | Gegner           | Ergebnis         | Rang |
| ----------------- | ---------- | --------------- | ----------- | --------------- | ----------- | ------------- | ------------- | ----------------------- | ----------------------- | ---------------- | ---------------- | ---- |
| Männer            |            |                 |             |                 |             |               |               |                         |                         |                  |                  |      |
| Howhannes Dawtjan | bis 60 kg  | Ludwig Paischer | 100s0:000s0 | Beslan Mudranow | 000s3:001s2 | ausgeschieden | ausgeschieden | ausgeschieden           | ausgeschieden           | ausgeschieden    | ausgeschieden    | 9    |

### Leichtathletik
Laufen und Gehen 
| Athleten           | Wettbewerb   | Runde 1     | Runde 1 | Halbfinale    | Halbfinale    | Finale        | Finale        | Rang |
| Athleten           | Wettbewerb   | Zeit        | Rang    | Zeit          | Rang          | Zeit          | Rang          | Rang |
| ------------------ | ------------ | ----------- | ------- | ------------- | ------------- | ------------- | ------------- | ---- |
| Frauen             |              |             |         |               |               |               |               |      |
| Gajane Tschilojan  | 200 m        | 25,03 s     | 66      | ausgeschieden | ausgeschieden | ausgeschieden | ausgeschieden | 66   |
| Diana Chubesserjan | 200 m        | 25,16 s     | 67      | ausgeschieden | ausgeschieden | ausgeschieden | ausgeschieden | 67   |
| Lilit Harutjunjan  | 400 m Hürden | 1:03,13 min | 48      | ausgeschieden | ausgeschieden | ausgeschieden | ausgeschieden | 48   |

 Springen und Werfen 
| Athleten         | Wettbewerb | Qualifikation | Qualifikation | Finale        | Finale        | Rang |
| Athleten         | Wettbewerb | Weite/Höhe    | Rang          | Weite/Höhe    | Rang          | Rang |
| ---------------- | ---------- | ------------- | ------------- | ------------- | ------------- | ---- |
| Frauen           |            |               |               |               |               |      |
| Amalja Scharojan | Weitsprung | 5,95 m        | 35            | ausgeschieden | ausgeschieden | 35   |
| Männer           |            |               |               |               |               |      |
| Lewon Aghasjan   | Dreisprung | 15,54 m       | 36            | ausgeschieden | ausgeschieden | 36   |

### Ringen
| Athleten                         | Wettbewerb        | 1. Runde           | 1. Runde | Achtelfinale           | Achtelfinale  | Viertelfinale        | Viertelfinale | Halbfinale    | Halbfinale    | Hoffnungsrunde Viertelfinale | Hoffnungsrunde Viertelfinale | Hoffnungsrunde Halbfinale | Hoffnungsrunde Halbfinale | Hoffnungsrunde Finale | Hoffnungsrunde Finale | Finale         | Finale        | Rang   |
| Athleten                         | Wettbewerb        | Gegner             | Ergebnis | Gegner                 | Ergebnis      | Gegner               | Ergebnis      | Gegner        | Ergebnis      | Gegner                       | Ergebnis                     | Gegner                    | Ergebnis                  | Gegner                | Ergebnis              | Gegner         | Ergebnis      | Rang   |
| -------------------------------- | ----------------- | ------------------ | -------- | ---------------------- | ------------- | -------------------- | ------------- | ------------- | ------------- | ---------------------------- | ---------------------------- | ------------------------- | ------------------------- | --------------------- | --------------------- | -------------- | ------------- | ------ |
| Freistil Männer                  |                   |                    |          |                        |               |                      |               |               |               |                              |                              |                           |                           |                       |                       |                |               |        |
| Garnik Mnazakanjan               | Klasse bis 57 kg  | –                  | –        | Hassan Rahimi          | 0:4           | ausgeschieden        | ausgeschieden | ausgeschieden | ausgeschieden | ausgeschieden                | ausgeschieden                | ausgeschieden             | ausgeschieden             | ausgeschieden         | ausgeschieden         | ausgeschieden  | ausgeschieden | 20     |
| Dawit Safarjan                   | Klasse bis 65 kg  | –                  | –        | Frank Chamizo          | 1:3           | ausgeschieden        | ausgeschieden | ausgeschieden | ausgeschieden | ausgeschieden                | ausgeschieden                | ausgeschieden             | ausgeschieden             | ausgeschieden         | ausgeschieden         | ausgeschieden  | ausgeschieden | 18     |
| Georgi Ketojew                   | Klasse bis 97 kg  | –                  | –        | Elisbar Odikadse       | 1:3           | ausgeschieden        | ausgeschieden | ausgeschieden | ausgeschieden | ausgeschieden                | ausgeschieden                | ausgeschieden             | ausgeschieden             | ausgeschieden         | ausgeschieden         | ausgeschieden  | ausgeschieden | 14     |
| Lewan Berianidse                 | Klasse bis 125 kg | –                  | –        | Deng Zhiwei            | 3:1           | Dániel Ligeti        | 3:1           | Taha Akgül    | 1:3           | -                            | -                            | -                         | -                         | Ibrahim Saidau        | 1:3                   | -              | -             | 5      |
| griechisch-römischer Stil Männer |                   |                    |          |                        |               |                      |               |               |               |                              |                              |                           |                           |                       |                       |                |               |        |
| Mihran Harutjunjan               | Klasse bis 66 kg  | –                  | –        | Adham Ahmed Saleh Kahk | 4:0           | Ryu Han-su           | 3:1           | Rəsul Çunayev | 3:1           | –                            | –                            | –                         | –                         | –                     | –                     | Davor Štefanek | 1:3           | Silber |
| Arsen Dschulfalakjan             | Klasse bis 75 kg  | Daniel Aleksandrow | 1:3      | ausgeschieden          | ausgeschieden | ausgeschieden        | ausgeschieden | ausgeschieden | ausgeschieden | ausgeschieden                | ausgeschieden                | ausgeschieden             | ausgeschieden             | ausgeschieden         | ausgeschieden         | ausgeschieden  | ausgeschieden | 13     |
| Maksim Manukjan                  | Klasse bis 85 kg  | Viktor Lőrincz     | 0:3      | ausgeschieden          | ausgeschieden | ausgeschieden        | ausgeschieden | ausgeschieden | ausgeschieden | ausgeschieden                | ausgeschieden                | ausgeschieden             | ausgeschieden             | ausgeschieden         | ausgeschieden         | ausgeschieden  | ausgeschieden | 16     |
| Artur Aleksanjan                 | Klasse bis 98 kg  | –                  | –        | Daigoro Timoncini      | 3:1           | Alin Alexuc-Ciurariu | 4:0           | Cenk İldem    | 4:0           | –                            | –                            | –                         | –                         | –                     | –                     | Yasmany Lugo   | 3:0           | Gold   |

### Schießen
| Athleten          | Wettbewerb          | Qualifikation   | Qualifikation | Finale          | Finale        | Ringe/ Scheiben | Rang |
| Athleten          | Wettbewerb          | Ringe/ Scheiben | Rang          | Ringe/ Scheiben | Rang          | Ringe/ Scheiben | Rang |
| ----------------- | ------------------- | --------------- | ------------- | --------------- | ------------- | --------------- | ---- |
| Männer            |                     |                 |               |                 |               |                 |      |
| Hratschik Babajan | Luftgewehr 10 Meter | 621,5           | 24            | ausgeschieden   | ausgeschieden | 621,5           | 24   |

### Schwimmen
| Athleten         | Wettbewerb    | Vorlauf          | Vorlauf          | Halbfinale       | Halbfinale       | Finale           | Finale           | Rang             |
| Athleten         | Wettbewerb    | Zeit             | Rang             | Zeit             | Rang             | Zeit             | Rang             | Rang             |
| ---------------- | ------------- | ---------------- | ---------------- | ---------------- | ---------------- | ---------------- | ---------------- | ---------------- |
| Frauen           |               |                  |                  |                  |                  |                  |                  |                  |
| Monika Wassiljan | 50 m Freistil | nicht angetreten | nicht angetreten | nicht angetreten | nicht angetreten | nicht angetreten | nicht angetreten | nicht angetreten |
| Männer           |               |                  |                  |                  |                  |                  |                  |                  |
| Wahan Mchitarjan | 50 m Freistil | 23,50 s          | 47               | ausgeschieden    | ausgeschieden    | ausgeschieden    | ausgeschieden    | 47               |

### Turnen

#### Gerätturnen

##### Frauen
| Athleten        | Wettbewerb       | Qualifikation | Qualifikation | Finale        | Finale        | Rang |
| Athleten        | Wettbewerb       | Punkte        | Rang          | Punkte        | Rang          | Rang |
| --------------- | ---------------- | ------------- | ------------- | ------------- | ------------- | ---- |
| Huri Gebeschjan | Stufenbarren     | 13,666        | 53            | ausgeschieden | ausgeschieden | 53   |
| Huri Gebeschjan | Schwebebalken    | 13,266        | 53            | ausgeschieden | ausgeschieden | 53   |
| Huri Gebeschjan | Boden            | 12,900        | 61            | ausgeschieden | ausgeschieden | 61   |
| Huri Gebeschjan | Mehrkampf Einzel | 53,848        | 38            | ausgeschieden | ausgeschieden | 38   |

##### Männer
| Athleten           | Wettbewerb    | Qualifikation | Qualifikation | Finale        | Finale        | Rang |
| Athleten           | Wettbewerb    | Punkte        | Rang          | Punkte        | Rang          | Rang |
| ------------------ | ------------- | ------------- | ------------- | ------------- | ------------- | ---- |
| Harutjun Merdinjan | Pauschenpferd | 15,583        | 4             | 14,933        | 7             | 7    |
| Artur Dawtjan      | Sprung        | 14,566        | 11            | ausgeschieden | ausgeschieden | 11   |